# Дражна
Дражна (рум. Drajna) — комуна у повіті Прахова в Румунії. До складу комуни входять такі села (дані про населення за 2002 рік):
- Дражна-де-Жос (2572 особи)
- Дражна-де-Сус (1181 особа) — адміністративний центр комуни
- Кетуну (390 осіб)
- Огретін (927 осіб)
- П'ятра (53 особи)
- Плай (22 особи)
- Подуріле (90 осіб)
- Пояна-М'єрлей (123 особи)
- Піцигой (37 осіб)
- Феджет (319 осіб)
- Чокрак (47 осіб)

Комуна розташована на відстані 90 км на північ від Бухареста, 34 км на північ від Плоєшті, 57 км на південний схід від Брашова.

## Населення
За даними перепису населення 2002 року у комуні проживала 5761 особа. Усі жителі комуни рідною мовою назвали румунську.
Національний склад населення комуни:
| Національність | Кількість осіб | Відсоток |
| -------------- | -------------- | -------- |
| румуни         | 5744           | 99,7%    |
| цигани         | 17             | 0,3%     |

Склад населення комуни за віросповіданням:
| Релігія       | Кількість осіб | Відсоток |
| ------------- | -------------- | -------- |
| православні   | 5668           | 98,4%    |
| адвентисти    | 60             | 1,0%     |
| баптисти      | 23             | 0,4%     |
| п'ятдесятники | 8              | 0,1%     |
| лютерани      | 1              | < 0,1%   |
| не релігійні  | 1              | < 0,1%   |

## Зовнішні посилання
- Дані про комуну Дражна на сайті Ghidul Primăriilor